# Xa lộ Liên tiểu bang 64
Xa lộ Liên tiểu bang 64 (tiếng Anh: Interstate 64 hay viết tắt là I-64) là một xa lộ liên tiểu bang chính trong vùng Trung Tây và Đông Nam Hoa Kỳ. Đầu phía tây của nó nằm ở Xa lộ Liên tiểu bang 70, Quốc lộ Hoa Kỳ 40, và Quốc lộ Hoa Kỳ 61 trong thành phố Wentzville, Missouri. Đầu phía đông của nó nằm ở một nút giao thông khác mức với Xa lộ Liên tiểu bang 264 và Xa lộ Liên tiểu bang 664 tại khu Bowers Hill trong thành phố Chesapeake, Virginia.
Bộ Giao thông Missouri đã hoàn thành nối dài I-64 đến I-70 trong thành phố Wentzville, Missouri.
Vào tháng 4 năm 2007, công cuộc xây dựng bắt đầu để xây lại đoạn đường dài 10,5 dặm (16,9 km) của I-64 trong thành phố St. Louis, Missouri từ Đường Spoede đến Kingshighway. Dự án này gồm có việc tái trải nhựa toàn tuyến lộ, tái xây dựng các cầu vượt và nút giao thông lập thể, thêm vào bốn làn xe giữa Lộ Spoede và I-170, kết nối I-64 đến I-170 trong tất cả chiều. Công cuộc xây dựng đưa đến việc đóng hoàn toàn nhiều đoạn của xa lộ vào năm 2008 và 2009.  Năm 2008, I-64 bị đóng từ I-270 đến I-170 và mở lại vào ngày 15 tháng 12 năm 2008.  Bắt đầu ngày 15 tháng 12 năm 2008, I-64 từ I-170 đến Đại lộ Kingshighway bị đóng. Ngày 7 tháng 12 năm 2009, I-64 hoàn thành toàn chiều dài tại tiểu bang Missouri từ Cầu Poplar Street đến I-70 trong thành phố Wentzville.

## Mô tả xa lộ
|         | dặm    | km       |
| ------- | ------ | -------- |
| MO      | 30,72  | 49,44    |
| IL      | 128,12 | 206,19   |
| IN      | 123,33 | 198,48   |
| KY      | 185,20 | 298,05   |
| WV      | 188,75 | 303,76   |
| VA      | 297,62 | 478,97   |
| Tổng số | 953,74 | 1.534,90 |

Trong các đoạn trùng của I-64 với I-55, I-57, I-75, I-77, I-81, và I-95, I-64 không duy trì các số lối ra liên tục đối với bất cứ đoạn trùng nào vì mỗi trong số 4 xa lộ bắc-nam duy trì mã số lối ra của chúng trên các đoạn trùng theo thứ tự vừa nói đến với I-64.

### Missouri
Tại tiểu bang Missouri, đoạn đường ban đầu được cắm biển là Xa lộ cao tốc Daniel Boone rồi sau đó chỉ còn cắm biển Quốc lộ Hoa Kỳ 40. Một nút giao thông lập thể ở O'Fallon, Missouri được khánh thành ngày 13 tháng 12 năm 2004. Nút giao thông này cũng sẽ được sử dụng kết nối trong tương lai cho Xa lộ Missouri 364 cao tốc đến I-64.  Tính đến ngày 7 tháng 12 năm 2009, I-64 đã hoàn thành và có biển dấu cả đường đến Xa lộ Liên tiểu bang 70 tại thành phố Wentzville.  Tất cả các đèn giao thông đã được loại bỏ. Phần Xa lộ Liên tiểu bang 64 tại thành phố St. Louis được đặt tên lại là Xa lộ Tưởng niệm Jack Buck để vinh danh nhà tường thuật thể thao quá cố.

### Illinois
I-64 vào tiểu bang Illinois từ thành phố St. Louis, Missouri qua ngã Cầu Poplar Street. Tại đây nó trùng với I-55 và I-70 khi nó vượt qua Sông Mississippi.  Sau khi đi qua thành phố East St. Louis và phần còn lại của vùng ngoại ô thuộc Quận St. Clair, xa lộ đi theo hướng đông nam qua vùng nông thôn miền nam tiểu bang Illinois. Chẳng bao lâu sau khi qua Sân bay Mid-America tại Lối ra số 23, I-64 đi vào Quận Clinton, rồi Quận Washington.  Sau khi tạo thành lối đến các thị trấn như Carlyle, Breese, Nashville, và Centralia, xa lộ chạy trùng với I-57 qua vùng Mt. Vernon khoảng 5 dặm.  Ở phía đông Mt. Vernon trong tiểu bang Illinois, có rất ít dịch vụ nằm dọc theo I-64. Xa lộ đi qua các quận Jefferson, Wayne, và White khi nó tiếp tục đi về hướng đông đến tiểu bang Indiana và vùng Evansville. Phía đông vùng St Louis, có vô số giếng dầu nằm khắp nơi.
Đoạn từ Xa lộ Illinois 127 đến I-57 thông xe ngày 4 tháng 10 năm 1974.  Đoạn từ Xa lộ Illinois 161 đến Xa lộ Illinois 127 thông xe vào tháng 12 năm 1973.  Đoạn trong Metro-East, trừ một đoạn ngắn gần I-55/70 thông xe vào tháng 12 năm 1975.  Đoạn từ Quốc lộ Hoa Kỳ 460 đến Quốc lộ Hoa Kỳ 45 thông xe vào ngày 7 tháng 8 năm 1975.

### Indiana
I-64 qua Sông Wabash và vào tiểu bang Indiana. Nó đi qua Xa lộ Indiana 69 và Xa lộ Indiana 165, và cũng đi qua bên dưới Xa lộ Indiana 68. Sau đó nó đi qua 3 lối ra được đánh dấu chính thức để vào thành phố Evansville, rồi tiếp tục qua một phần của Rừng Quốc gia Hoosier đầy cảnh quang với các lối ra dẫn đến Dale và Huntingburg, Santa Claus và Ferdinand, French Lick và Tell City, và thủ phủ đầu tiên của tiểu bang Indiana là Corydon.
Giữa Evansville và New Albany, I-64 giao cắt với một vài xa lộ huyết mạch bắc-nam như Quốc lộ Hoa Kỳ 231, Đường Tiểu bang Indiana 37, Đường Tiểu bang Indiana 135 và tạo lối đi đến Xa lộ Liên tiểu bang 65 để đến thành phố Indianapolis qua ngã Xa lộ Liên tiểu bang 265 trước khi băng vào tiểu bang Kentucky bằng Cầu Sherman Minton.

### Kentucky
Xa lộ Liên tiểu bang 64 vào tiểu bang Kentucky tại Louisville. Nó giao cắt với một vài nút giao thông lập thể ở phố chính trước khi tới Nút giao thông lập thể Kennedy là nơi nó giao cắt Xa lộ Liên tiểu bang 65 và Xa lộ Liên tiểu bang 71. Di chuyển theo hướng đông, I-64 đi qua Shelbyville, Frankfort, Midway, Lexington, Winchester, và Morehead, trước khi rời tiểu bang ở một điểm gần thành phố Ashland. Xa lộ trùng với Xa lộ Liên tiểu bang 75 khi nó bẻ ngoặc theo hình vòng cung quanh đông bắc thành phố Lexington với số lối ra thuộc I-75 được sử dụng cho đoạn trùng nhau. Hai xa lộ liên tiểu bangs tách ra cách đông bắc thành phố Lexington khoảng vài dặm.

### West Virginia

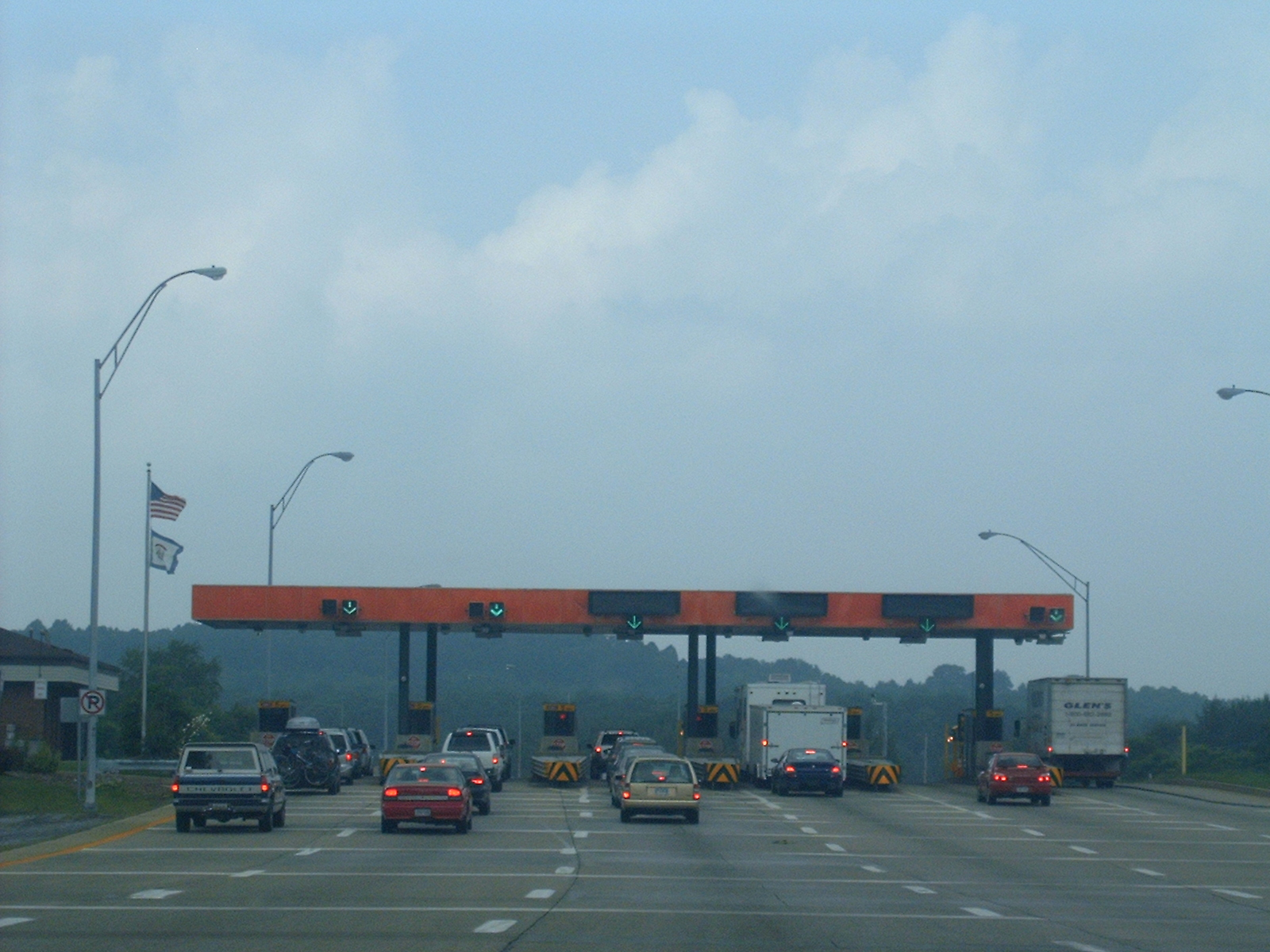
Trạm thu phí trên Xa lộ thu phí West Virginia.

Xa lộ Liên tiểu bang 64 đi khoảng 184 dặm (296 km) bên trong tiểu bang West Virginia, qua các thị trấn và thành phố chính như Huntington, Charleston, Beckley, và Lewisburg. Nó chỉ có hai điểm giao cắt chính bên trong tiểu bang: Xa lộ Liên tiểu bang 77 tại Charleston và tại Beckley. Nó cũng qua Sông Kanawha tổng cộng bốn lần trên một đoạn đường dài 20 dặm (32 km) (hai lần ở phía tây thành phố Charleston, ngay trước khi vào phố chính của vùng Charleston, rồi khoảng 5 dặm (8,0 km) ở phía đông phố chính Charleston).
Giữa hai điểm giao cắt của I-64 với I-77, I-64 và I-77 trùng nhau. Từ nơi vượt sông cuối cùng nằm ở phía đông Charleston đến nơi tách nhau tại Lối ra số 40 ở phía nam thành phố Beckley, hai xa lộ liên tiểu bangs đều thu phí, hình thành một phần của Xa lộ thu phí West Virginia.
Trong lúc hai xa lộ cao tốc trùng nhau, các biển dấu lối ra là thuộc Xa lộ Liên tiểu bang 77. Vì thế, người lái xe chiều đi hướng đông vào từ tiểu bang Kentucky sẽ thấy số lối ra tăng dần cho đến Lối ra số 60, đó là lúc số lối ra của Xa lộ Liên tiểu bang 77 được dùng, giảm xuống từ Lối ra số 100.

### Virginia
Xa lộ Liên tiểu bang 64 tại tiểu bang Virginia chạy theo hướng đông-tây qua miền trung Virginia từ tiểu bang West Virginia qua ngã Covington, Lexington, Staunton, và Charlottesville đến Richmond. Từ Lexington đến Staunton, xa lộ trùng với Xa lộ Liên tiểu bang 81 (sử dụng số lối ra của I-81). Từ Richmond, Xa lộ Liên tiểu bang 64 tiếp tục hướng đông nam qua Newport News và Hampton đến Đường hầm và Cầu Lộ Hampton, và rồi qua Norfolk và một phần nhỏ của Virginia Beach đển kết thúc tại thành phố Chesapeake.
I-64 không tự mình chạy đến khu vực phía trước biển của thành phố Virginia Beach khi nó tiếp tục qua phần phía tây của Virginia Beach như một bộ phận của Xa lộ vành đai Lộ Hampton. Tại điểm đầu phía đông, I-64 chiều phía đông thật sự chạy theo hướng tây (và I-64 chiều hướng tây thực tế lại chạy theo hướng đông) vì xa lộ hình thành một hình lưỡi câu quanh thành phố Norfolk.
Lối đi đến khu vực phía trước biển được hoàn thành từ I-64 bằng một đoạn đường của Xa lộ Liên tiểu bang 264, một con đường ban đầu được xây dựng với tên gọi là Xa lộ cao tốc Virginia Beach.

## Các xa lộ giao cắt chính

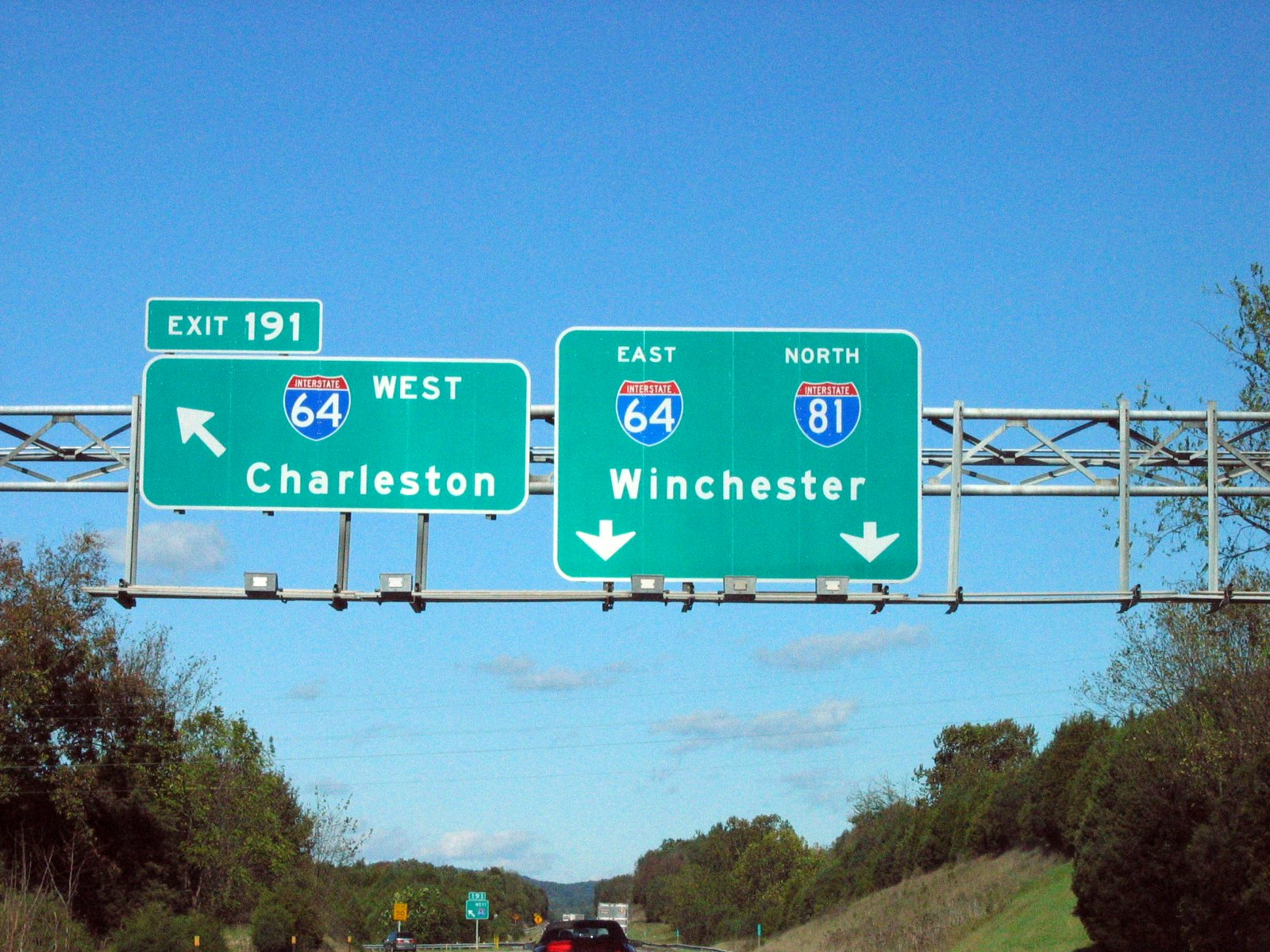
Điểm đầu phía nam của I-81/I-64 trùng nhau gần thành phố Lexington, Virginia được nhìn thấy từ I-81 chiều hướng bắc.

- Xa lộ Liên tiểu bang 70 tại Wentzville, Missouri (điểm đầu hướng tây)
- Xa lộ Liên tiểu bang 270 tại Quận St. Louis, Missouri
- Xa lộ Liên tiểu bang 170 tại Quận St. Louis, Missouri
- Xa lộ Liên tiểu bang 55/Xa lộ Liên tiểu bang 70 tại St. Louis, Missouri (điểm đầu phía tây trùng nhau)
- Xa lộ Liên tiểu bang 55/Xa lộ Liên tiểu bang 70 tại East Saint Louis, Illinois (điểm đầu phía đông trùng nhau)
- Xa lộ Liên tiểu bang 57 gần Mount Vernon, Illinois (14 dặm (23 km) trùng nhau)[2]
- Quốc lộ Hoa Kỳ 41 gần Haubstadt, Indiana.
- Xa lộ Liên tiểu bang 69/Xa lộ Liên tiểu bang 164/Đường Tiểu bang Indiana 57 gần Evansville, Indiana.
- Quốc lộ Hoa Kỳ 231 gần Dale, Indiana
- Xa lộ Liên tiểu bang 265 gần New Albany, Indiana
- Xa lộ Liên tiểu bang 65 và Xa lộ Liên tiểu bang 71 tại Louisville, Kentucky
- Xa lộ Liên tiểu bang 264 tại Louisville, Kentucky
- Xa lộ Liên tiểu bang 265 tại Louisville, Kentucky
- Xa lộ Liên tiểu bang 75 gần Lexington, Kentucky (6 dặm trùng nhau)
- Xa lộ Liên tiểu bang 77 tại Charleston, West Virginia (điểm đầu phía bắc trùng nhau)
- Xa lộ Liên tiểu bang 77 tại Beckley, West Virginia (điểm đầu phía nam trùng nhau)
- Xa lộ Liên tiểu bang 81 gần Lexington, Virginia (điểm đầu phía nam trùng nhau)
- Xa lộ Liên tiểu bang 81 gần Staunton, Virginia (điểm đầu phía bắc trùng nhau)
- Xa lộ Liên tiểu bang 195 tại Richmond, Virginia
- Xa lộ Liên tiểu bang 95 tại Richmond, Virginia (4 dặm trùng nhau)[11]
- Xa lộ Liên tiểu bang 664 tại Hampton, Virginia
- Xa lộ Liên tiểu bang 264 tại Norfolk, Virginia
- Xa lộ Liên tiểu bang 264/Xa lộ Liên tiểu bang 664 tại Chesapeake, Virginia

## Các xa lộ phụ

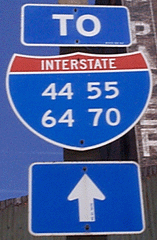
I-44/55/64/70 trên cùng một biển dấu nằm trong phố chính thành phố St. Louis.

- Xa lộ nhánh ngắn đến Evansville, Indiana—I-164; được biết với tên gọi Xa lộ Robert D. Orr, phần lớn xa lộ nhánh ngắn này sẽ trở thành Xa lộ Liên tiểu bang 69 ngay sau khi hoàn thành xa lộ dẫn đến thành phố Indianapolis.
- Louisville, Kentucky—I-264; cũng có tên là Xa lộ cao tốc Watterson
- Vùng Hampton Roads quanh  thành phố Norfolk, Virginia—I-264, I-464, I-564, I-664